# 吸血鬼週末
吸血鬼週末（Vampire Weekend）是一个组于美国纽约市的独立摇滚乐队，成立于2006年，签约XL Recordings。乐队最初由Ezra Koenig、Rostam Batmanglij、Chris Baio和Chris Tomson组成；Batmanglij于2016年脱团，但仍然和乐队进行合作。该乐队于2008年发行第一张同名专辑，收录了"Mansard Roof"、"A-Punk"、"Oxford Comma"以及"Cape Cod Kwassa Kwassa"等曲目。该乐队的第二张专辑Contra于2010年发行。乐队的第三张专辑Modern Vampires of the City于2013年发行。乐队的第四张专辑Father of the Bride于2019年发行。第五張專輯唯有神在上於2024年發行

## 经历

### 乐队雏形与首张专辑(2006-2008)
以斯拉·凯尼格、罗斯塔姆·伯特孟里、克里斯·汤姆森和克里斯·巴约于2006年2月6日成立乐队。 那时候，他们还是哥伦比亚大学的学生，在哥伦比亚大学勒纳厅的一场乐队比赛是他们的初次出演。乐队名字“Vampire Weekend”来源于主唱以斯拉·凯尼格业余中拍摄的同名电影 （页面存档备份，存于）。之后他与罗斯塔姆·伯特孟里、克里斯·汤姆森建立饶舌组合"L'Homme Run"。